# San José del Valle
San José del Valle es un municipio español de la provincia de Cádiz, Andalucía. En el año 2021 contaba con 4453 habitantes. Su extensión superficial es de 224,01 km² y tiene una densidad de 19,78 hab/km². Se encuentra situada a una altitud de 140 metros y a 54,7 kilómetros de la capital de provincia, Cádiz. Enmarcada en la comarca de la Campiña de Jerez, fue una pedanía del municipio de Jerez de la Frontera hasta 1995, año en que consiguió su independencia.

## Historia
Sus orígenes se remontan a la época de Al-Ándalus, existiendo un emplazamiento llamado Hisn Tanbul, vasallo de Algeciras.
A principios del siglo XIV fue conquistada por los cristianos y tanto el castillo como el término de Tempul fueron cedidos a Jerez de la Frontera por Privilegio Real en 1333. Patrimonio jerezano desde estas fechas, Tempul fue organizado en función de los intereses de la oligarquía jerezana asignándosele un uso de carácter ganadero, no obstante, hasta 1492 fue una zona defensiva y siguió siendo un emplazamiento dedicado al sector de la ganadería dejando de lado cualquier iniciativa de población.
A finales del siglo XVI se inicia un tímido intento de poblamiento de la zona que se va a ir haciendo progresivo hasta alcanzar su máxima importancia a finales del siglo XVII y principios del XVIII, debido a la construcción hacia 1695 de un convento religioso de la Orden de los Carmelitas en las laderas del actual Monte de la Cruz.
Pese a la existencia de restos arqueológicos que nos hablan del paso por estas tierras de tartesios, fenicios y árabes, los primeros asentamientos que conectan con la actual población están ligados a fundaciones de tipo religioso que reorganizarán la producción de la tierra, levantando nuevas edificaciones y siendo un foco de atracción para colonos y mano de obra.
Durante los siglos XVIII y XIX se produce un intenso flujo migratorio hacia esta zona por parte de colonos a los que se le reparten tierras del Consejo Jerezano para su roturación. Tras la marcha de los Carmelitas Descalzos en 1835 desaparece el convento mientras siguen llegando nuevas oleadas de colonos. Se produce un nuevo reparto de tierras a menor escala pero más equitativo que el anterior y a partir de 1880 surgen las primeras casas en sustitución a las antiguas chozas.

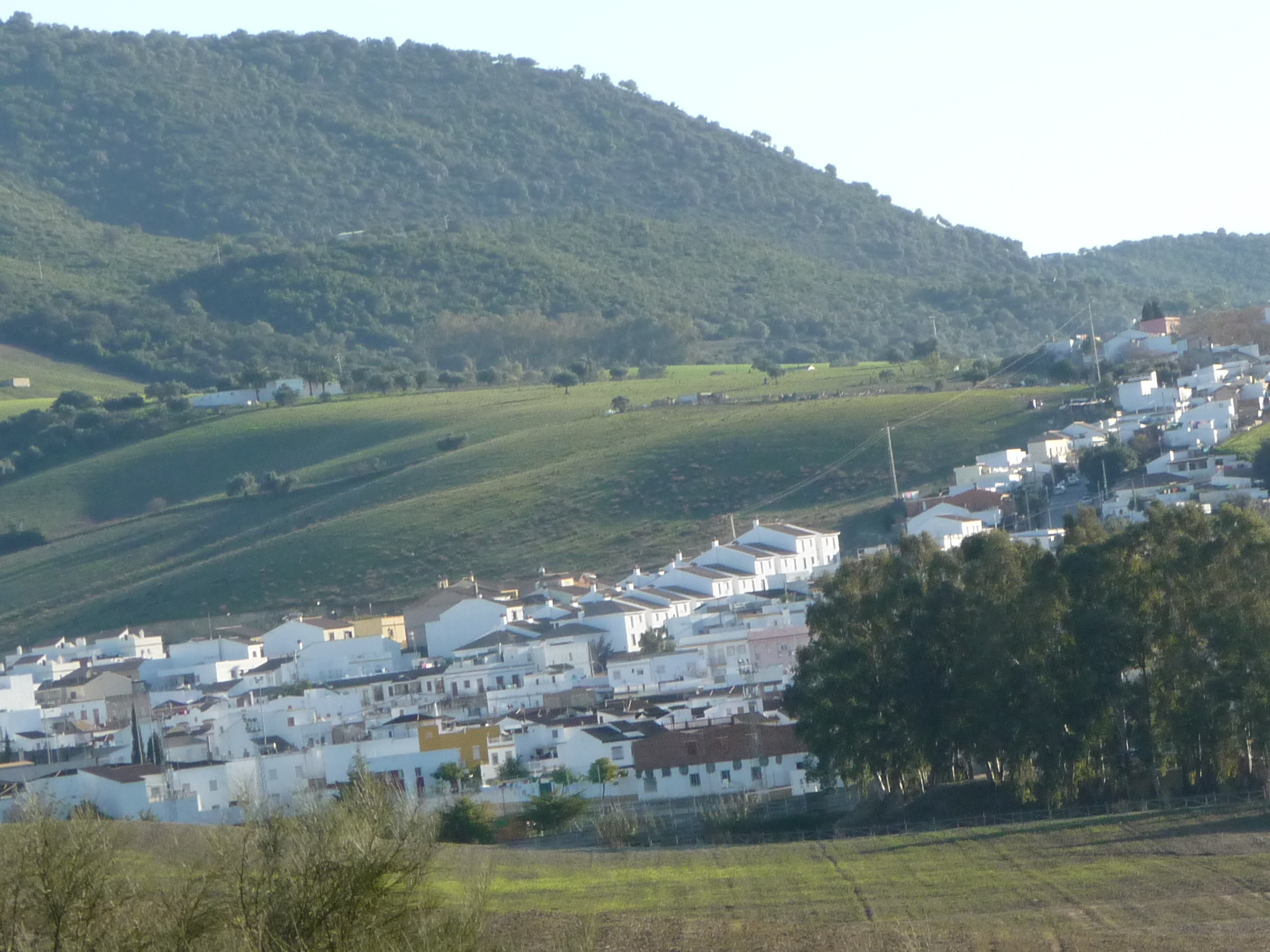
Vista de San José del Valle.

En 1878 los hermanos Romero García, Vicente y Rafael, descendientes de una prestigiosa familia ganadera jerezana fundan la Colonia Rural de San José del Valle acogiéndose a la Ley de 1868 “sobre fomento de la agricultura y la población”. Vicente construirá la Casa del Molino como su lugar de residencia y 12 viviendas más, dando lugar al barrio de Santa Catalina, mientras su hermano Rafael edifica en los aledaños de la antigua iglesia carmelita (parroquia de San José del Valle desde 1881), formándose el barrio de San Rafael. A principios del siglo XX, además de estos dos barrios encontramos los de San José, Nuestra Señora del Carmen, del Cuartel y del Tejar.
En 1882 algunos vecinos de la localidad fueron injustamente acusados de pertenecer a La Mano Negra una supuesta organización secreta, de la que no existen pruebas fiables de su existencia. Los vecinos fueron torturados en dependencias de la Guardia Civil. Algunos acusados recibieron penas de hasta 20 años y en 1902 se inició una campaña internacional para su liberación que liberó a ocho de los acusados que todavía permanecían en prisión.
A finales del siglo XIX contó con de las primeras escuelas libertarias de España Se proyectó construir un falansterio en la zona de Tempul, pero no llegó a prosperar la idea
En 1908 llegan a San José del Valle los salesianos, asentándose en el barrio de San Rafael tras la cesión por parte de Rafael Romero de su propia vivienda. En este lugar los salesianos construirán un colegio y un internado que se inaugurará el 5 de mayo de 1909.
En 1933 Vicente Romero cederá la Casa Del Molino para el asentamiento de las Hermanas de María Auxiliadora, se trataba de dar cabida a la formación de salesianas y de las niñas vallenses. En 1943 las salesianas estrenan nuevo edificio y ubicación continuando su labor educativa hasta 1971, año en que se abandona el noviciado para pasar a colegio e internado hasta unas tres décadas más tarde.
En 1939, tras la Guerra Civil, comienzan las reivindicaciones para convertirse en municipio independiente. En 1950, bajo las directrices del Instituto Nacional de Colonización, se realizan nuevas promociones de viviendas, un grupo escolar (1951), la iglesia nueva (1954) y el ayuntamiento y mercado de abastos (1953-1956).
Las reivindicaciones comenzadas en 1939 verán, tras múltiples intentos y negociaciones, sus frutos en 1995, año en que San José del Valle se convierte en el cuadragésimo cuarto municipio de la provincia de Cádiz.
El primer alcalde como pedanía de Jerez de la Frontera fue D. Juan García Parra.
El primer alcalde como municipio independiente fue D. José María García Gutiérrez, que sólo duró 4 años como alcalde siendo ya pueblo independiente. 
El alcalde elegido en las elecciones de la legislatura 2011-2015 fue Antonio García Ortega, adscrito al Partido Popular. A partir de 2015, tras ganar las elecciones municipales, el alcalde vallense es Antonio González Carretero, pertenece al PSOE-A. En 2019 volvió a ganar las elecciones municipales, logrando mayoría absoluta con casi el 80 % de los votos de los vallenses. En 2023 el PSOE revalidó la mayoría absoluta en el Pleno municipal.

## Demografía
San José del Valle cuenta con una población de 4472 habitantes (INE 2024).
| Gráfica de evolución demográfica de San José del Valle entre 2001 y 2021 |
| |
| Población de derecho según los censos de población del INE Población de hecho según los censos de población del INEEntre el censo de 2001 y el anterior, aparece este municipio porque se segrega del municipio Jerez de la Frontera. |

### Entidades de población
En la siguiente tabla se disponen los datos de población de las entidades de población del municipio de San José del Valle, con el propio lugar de San José como capital municipal:
| Núcleo poblacional | Población (2018) |
| ------------------ | ---------------- |
| Alcornocalejo      | 321              |
| Gigonza            | 36               |
| Los Hurones        | 3                |
| Los Llanos         | 23               |
| El Pinto           | 56               |
| San José del Valle | 3945             |
| Tempul             | 18               |

## Economía
Las principales actividades son la agricultura y ganadería, así como sus industrias auxiliares y de transformación básica.

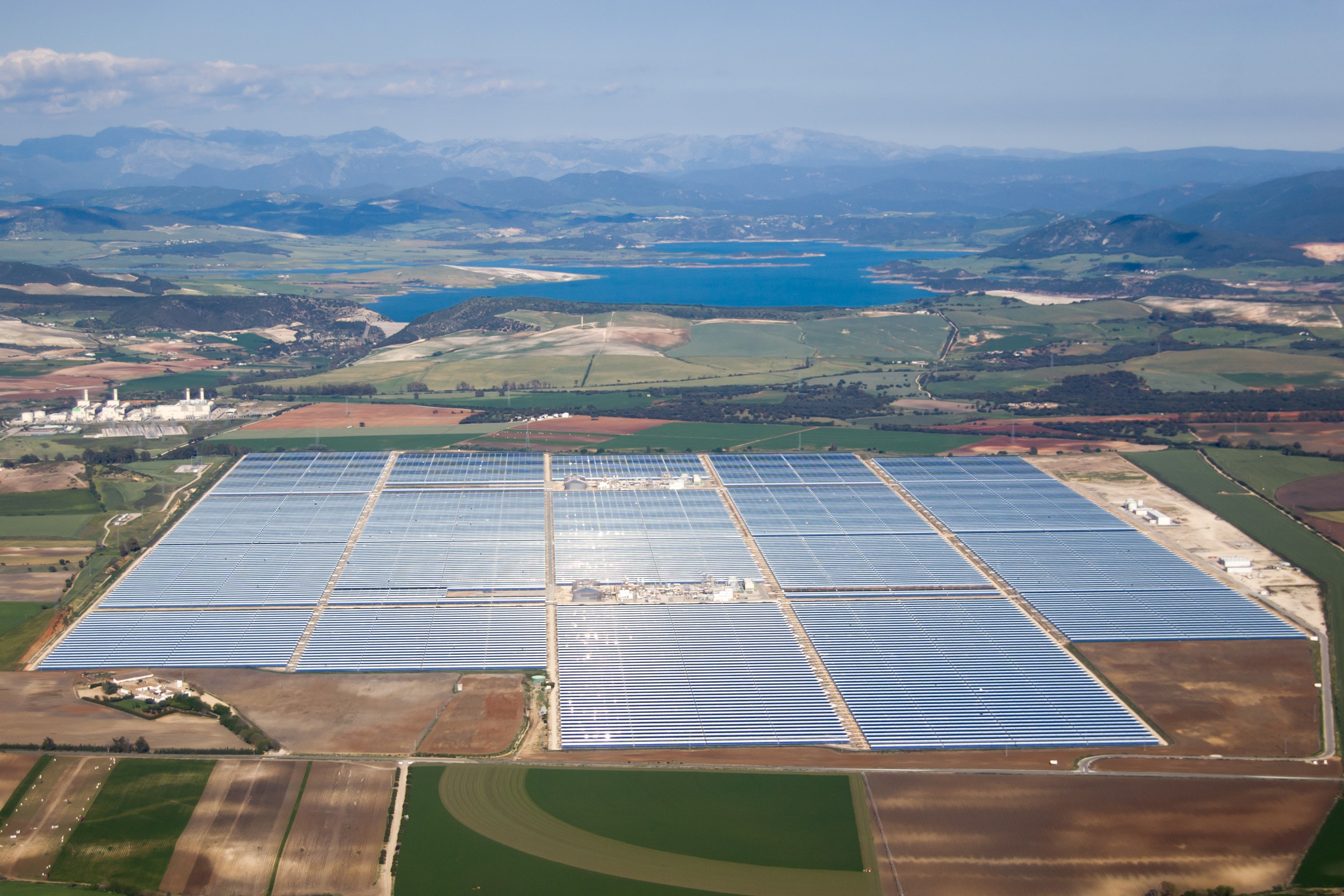
Valle 1 y Valle 2

Cuenta con un centro de energía limpia.
Se está empezando a explotar su potencial como turismo rural, especialmente en la Sierra de las Cabras con senderismo y estudiando la explotación de sus acuíferos.

### Evolución de la deuda viva municipal
| Gráfica de evolución de Deuda viva del Ayuntamiento de San José del Valle entre 2008 y 2019                                |
| |
| Deuda viva del Ayuntamiento de San José del Valle en miles de Euros según datos del Ministerio de Hacienda y Ad. Públicas. |

## Turismo

### Patrimonio
- Castillo de Gigonza. Declarado bien de interés cultural.
- Acueducto de Tempul. Forma parte del Patrimonio Hidráulico Andaluz.[12]
- Ermita del Mimbral. Situada en los terrenos del embalse de Guadalcacín, datada entre los siglos XVI y XVII. Fue la primera institución religiosa de la zona, posiblemente habitadas por ermitaños.
- Iglesia Vieja. Construcción que data de 1695 perteneciente al antiguo Convento de los Carmelitas, actualmente ha sido reconvertida en Centro Cultural.
- Parroquia San José. Se bendijo el 29 de junio de 1954, obra de D. Bernardino Oliva. En ella se encuentra las imágenes tanto de la Patrona, la Virgen Mª Auxiliadora, como del Patrón, San José. En la nave central existe un altar de mármol, consagrado el 23 de mayo de 1974 y en la nave de la derecha nos encontramos con la capilla de la Virgen de la Esperanza.En la nave de la izquierda es el lugar del santo entierro.

### Parques naturales

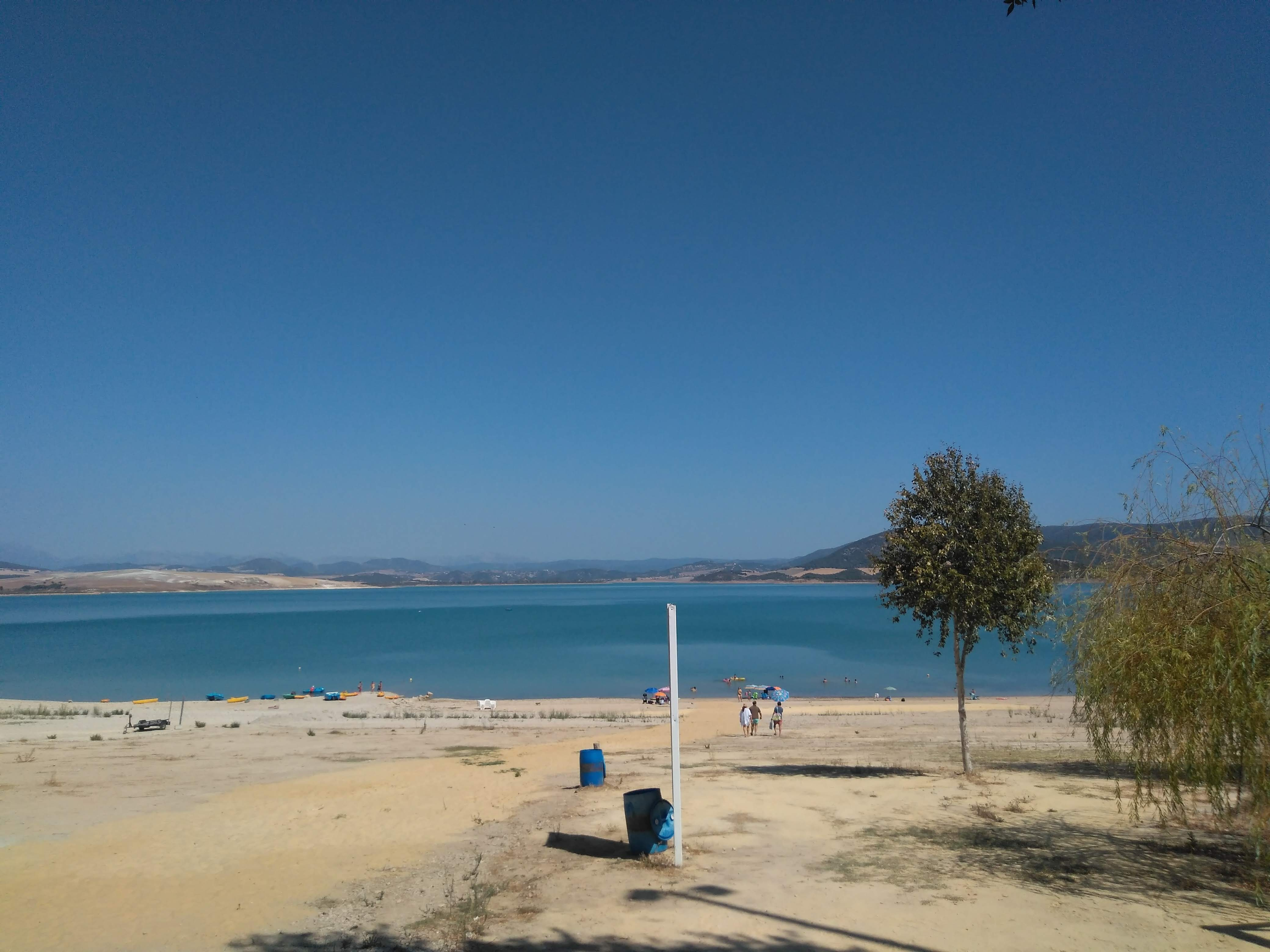
Playa

El término municipal cuenta con un rico patrimonio de turismo ecológico escasamente explotado. Además de varios senderos,
destacan:
- El Charco de los Hurones. Próximo al embalse de los Hurones.
- Los Descansaderos. Zonas de las cañadas reales donde los pastores, paraban para descansar al ganado.
- Arroyo de la Garganta. Nace en las proximidades del valle, atravesando San José del Valle, buscando su desembocadura en el río Majaceite.
- Arroyo del Infierno. Manantial que brota en una ladera de la sierra de Dos Hermanas, en término de San José del Valle.
- Zona recreativa del Guadalcacín II.
- Parque natural de Los Alcornocales.
- Playa en el Pantano de Guadalcacín.

## Cultura

### Fiestas populares
- Carnaval - variable.
- Romería de San José – 19 de marzo.
- Día de María Auxiliadora – sobre el 24 de mayo (patrona del pueblo).
- Conciertos con grandes artistas - durante el mes de agosto.
- La Feria, ubicada en el llano/ recinto ferial, a finales del mes de mayo.
- Fiesta de la independencia durante el mes de abril.
- Nueva tendencia 2025: La feria de la gastronomía.
- Zambombás navideñas.

## Personas notables
- Luis Alberto Romero Alconchel, futbolista.[15]